# El Caguán (Neiva)
El Caguán es un corregimiento en el sur del municipio de Neiva sobre la margen derecha del Río Magdalena. Limita al norte y al este con el corregimiento de Río de las Ceibas, al noroeste con la Comuna 6 de la cabecera municipal, al oeste con el municipio de Palermo y al suroeste y sur con el municipio de Rivera. El centro poblado Caguán es el más cercano a la cabecera municipal y se proyecta como parte de la misma a través de su nueva doble calzada, existen asentamientos indígenas y es de gran tradición religiosa, en éste corregimiento nace el Río del Oro a 1000 m s. n. m.

## Veredas
El corregimiento El Caguán se divide en 4 veredas:
| Vereda      | Sector      |
| ----------- | ----------- |
| El Triunfo  | Agua Blanca |
| El Triunfo  | Normandía   |
| Caguán      |             |
| San Bartolo |             |
| Chapuro     | La Lindosa  |